# البعثات التعليمية في اليابان والمغرب
البعثات التعليمية في اليابان والمغرب: من أربعينيات القرن التاسع عشر حتى أربعينيات القرن العشرين، تباين المقدمات واختلاف النتائج هو كتاب من تأليف الباحث والأكاديمي المغربي يحيى بولحية، صدر عن المركز العربي للأبحاث ودراسة السياسات في الدوحة عام 2016. يُقدِّم الكتاب مسحًا شاملًا لأوضاع المغرب السياسية والاجتماعية والتعليمية في فترة ما قبل الحماية الفرنسية، فيتحدث عن بنية المخزن الحسني واتجاهاته، ووقوعه بين مطرقة الضغط الأوروبي وسندان خطاب الإصلاح الداخلي، وعن عهد الوصاية وسير المخزنين العزيزي والحفيظي نحو الأزمة، ثم بلقنة المجتمع المغربي، كما يتطرق إلى خصوصيات التعليم في المدرسة المغربية.

## وصف الكتاب
يقع الكتاب في 847 صفحة من القطع المتوسط، ويتضمن 6 فصول موزعة على قسمين أساسيين كبيرين:
- القسم الأول: الإطار العام للبعثات التعليمية المغربية (1844-1912) والبعثات التعليمية اليابانية (1853-1945)
  - الفصل الأول: أوضاع المغرب السياسية والاجتماعية والتعليمية في فترة ما قبل الحماية الفرنسية
  - الفصل الثاني: أوضاع اليابان السياسية والاجتماعية والتعليمية والتربوية بين العزلة والانفتاح والتوسع
  - الفصل الثالث: المجتمع والسلطة في المغرب واليابان: أي علاقة؟
- القسم الثاني: كرونولوجيا البعثات التعليمية المغربية واليابانية إلى أوروبا وأميركا: قضايا وإشكالات
  - الفصل الرابع: البعثات التعليمية المغربية: المقدمات والنتائج
  - الفصل الخامس: البعثات التعليمية اليابانية و"صناعة" النخبة الإصلاحية
  - الفصل السادس: البعثات التعليمية المغربية واليابانية: نتائج متباينة

## محتوى الكتاب
يضع الكتاب مسألة البعثات التعليمية المغربية واليابانية، بوصفها آلية تحديثية، في إطارها التاريخي العام، من النواحي الإدارية والسياسية والعسكرية والاقتصادية والاجتماعية والتعليمية.
ويتمثّل السؤال الأساس في هذا الكتاب، بـ: لماذا استفاد اليابان من البعثات التعليمية إلى العالم الرأسمالي ولم يستفد المغرب؟ وهل نتج هذا التفاوت من البنية المجتمعية المختلفة في البلدين؟ أم من البنية الذهنية ودور المدرسة والنموذج التعليمي فيهما؟
يحلّل الكاتب بإسهاب طبيعة النظام السياسي في البلدين، وتعرّضهما للهجمة الغربية في النصف الثاني من القرن التاسع عشر. ويبحث في خصوصيات البناء الاجتماعي والثقافي والرمزي والأسطوري، مستنتجًا لحظات القوة والضعف في البنية التربوية والتعليمية في المغرب واليابان، من خلال وثائق مغربية ويابانية، مؤكدًا قيمة التراكم في منح الفاعلية والنجاعة لرؤى التنمية المختلفة.

## جوائز
فاز الكتاب بجائزة المغرب للكتاب (مناصفة) لعام 2017، في فئة العلوم الإنسانية.

## وصلات خارجية
- مراجعة كتاب "البعثات التعليمية في اليابان والمغرب من أربعينيات القرن التاسع عشر حتى أربعينيات القرن العشرين تباين المقدمات واختلاف النتائج" على مجلة أسطور للدراسات التاريخية.